# Limfjordtunnel
Der Limfjordtunnel (dänisch: Limfjordstunnelen) ist ein Autobahntunnel in Dänemark, der im Osten von Aalborg unter dem Limfjord nach Nørresundby führt. Die bis zu 27 Meter tiefe Unterführung ist eine der drei festen Querungen in der Stadt, die die Halbinsel Himmerland mit der nordjütischen Insel Vendsyssel-Thy verbinden. Durch den sechsspurigen Straßentunnel verläuft die „Nordjütische Autobahn“ (Nordjyske Motorvej), die von Bouet bei Nørresundby bis Søften bei Aarhus führt und Teil der Europastraße 45 ist.
Der 1969 fertiggestellte Limfjordtunnel ist der erste Straßentunnel Dänemarks. Ihn durchfuhren im Jahr 2012 täglich rund 22.000 Fahrzeuge.  Die Verbindung einschließlich der Rampen erstreckt sich über eine Gesamtlänge von 945 Metern; davon liegen die beiden Tunnelportale 582 Meter voneinander entfernt. Über dem Tunnel durchquert die Schifffahrt eine Fahrrinne, die bei durchschnittlichem Wasserstand auf einer Breite von 140 Metern zehn Meter tief ist.

## Geschichte
Vor dem Bau des Tunnels passierten Autos die westlich gelegene Limfjordbrücke, die in den 1960er Jahren als verkehrsreichste Landstraße Dänemarks galt. Allein von 1951 bis 1957 verdoppelte sich die Zahl der überquerenden Autos von 8000 auf 16.000. Um den Verkehr über die Brücke zu entlasten, wurde 1965 mit dem Bau des Limfjordtunnels begonnen. Dem Bau gingen intensive Diskussionen voraus, bei denen verschiedene Lösungen, darunter eine Hochbrücke, vorgeschlagen wurden. Obgleich sich die Kosten von Tunnel und Brücke nicht wesentlich unterschieden, sprach für den Tunnel ein geringerer Höhenunterschied und eine kürzere Anbindung an das Straßennetz. Zudem wurde die Möglichkeit gesehen, einen Tunnel als Schutzraum in Katastrophensituationen mit radioaktivem Niederschlag nutzen zu können. Die Baukosten wurden auf 150 Mio. Dänische Kronen veranschlagt, beliefen sich am Ende aber auf das Doppelte.
Am 6. Mai 1969 wurde der Tunnel vom dänischen König Friedrich IX. offiziell eingeweiht. Die Feierlichkeiten gingen über zehn Tage und erstreckten sich auf beiden Seiten des Limfjordes.